# Гвайнабо (Пуерто-Рико)
Гвайнабо (ісп. Guaynabo, МФА: [ɡwaiˈnaβo]) — муніципалітет Пуерто-Рико, острівної території у складі США. Заснований 1769 року.

## Географія
Гвайнабо розташований у північній частині острову Пуерто-Рико.
Площа суходолу муніципалітету складає 70 км² (63-є місце за цим показником серед 78 муніципалітетів Пуерто-Рико).

## Демографія
Станом на 2010 рік на території муніципалітету мешкало 97 924 ос.
Динаміка чисельності населення:

## Населені пункти
Основним населеним пунктом муніципалітету Гвайнабо є однойменне місто:
| Населений пункт | Статус | Населення:    | Населення:    | Населення:    |
| Населений пункт | Статус | на 01.04.1990 | на 01.04.2000 | на 01.04.2010 |
| --------------- | ------ | ------------- | ------------- | ------------- |
| Гвайнабо        | Місто  | 73 385        | 78 806        | 75 443        |

## Персоналії
- Йоланда Арройо Пісарро (* 1970) — пуерто-риканська письменниця.